# Le Val-Saint-Germain
Le Val-Saint-Germain – miejscowość i gmina we Francji, w regionie Île-de-France, w departamencie Essonne.
Według danych na rok 1990 gminę zamieszkiwało 1147 osób, a gęstość zaludnienia wynosiła 91 osób/km² (wśród 1287 gmin regionu Île-de-France Le Val-Saint-Germain plasuje się na 599. miejscu pod względem liczby ludności, natomiast pod względem powierzchni na miejscu 255.).